# Monte Tomort
Il Tomort (cinese semplificato 博格达峰, cinese tradizionale 托木爾提峰; Pinyin: Tuōmù'ěrtí Fēng) è una montagna della Cina di 4.886 metri, cima più alta del Karlik Shan, nella catena del Tien Shan.